# Pristimantis reclusas
Espèce
Synonymes
- Eleutherodactylus reclusas Lynch, 2003

Statut de conservation UICN

 CR  : 
En danger critique
Pristimantis reclusas est une espèce d'amphibiens de la famille des Craugastoridae.

## Répartition
Cette espèce est endémique du département de Cesar en Colombie. Elle se rencontre dans la municipalité de Manaure Balcón del Cesar à environ 2 800 m d'altitude dans la Serranía del Perijá. 
Sa présence est incertaine au Venezuela.

## Description
Les mâles mesurent de 25,2 à 32,4 mm.

## Publication originale
- Lynch, 2003 : Two new frogs (Eleutherodactylus) from the Serrania de Perija, Colombia. Revista de la Academia Colombiana de Ciencias Exactas Fisicas y Naturales, vol. 27, no 105, p. 613-617 (texte intégral).